# Podlasie Biała Podlaska
MKS Podlasie Biała Podlaska – polski klub piłkarski z siedzibą w Białej Podlaskiej.

## Historia
MKS Podlasie powstało z połączenia w 1995 r. dwóch klubów: AZS AWF i MZKS Podlasie. Pierwotnie zespół występował pod nazwą AZS Podlasie Biała Podlaska, jednak sprzeciw krajowych władz AZS spowodował zmianę nazwy na Miejski Klub Sportowy Podlasie Biała Podlaska.

### Historia AZS AWF Biała Podlaska
Zespół założono w 1969 roku. 9 marca 1974 w Białej z połączenia Podlasia, Krzny i AZS-u powstał nowy klub nazwany RAKS. Klub pierwotnie grał w lidze okręgowej, by w wyniku reorganizacji systemu rozgrywek w sezonie 1976/77 wystartować w rozgrywkach ligi międzywojewódzkiej, która na ówczesne czasy była odpowiednikiem dzisiejszej ligi III. Debiut okazał się bardzo udany, bialczanie zajęli 3 miejsce tuż za Radomiakiem i Lublinianką. W listopadzie 1976] dokonano zmiany nazwy klubu na KŚ AZS. Rok 1977 to czas największego sukcesu AZS-u. Po pokonaniu Mazovi Mińsk Mazowiecki, Granatu Skarżysko-Kamiennej i BKS Bielsko-Biała 28 września 1977 w ramach 1/16 PP AZS uległ Legii Warszawa 0:1. W kolejnym sezonie tylko jednego punktu zabrakło AZS-owi do awansu do II ligi. W 1977 r. AZS zdobył Akademickie Mistrzostwo Polski. W 1980 r. AZS mimo zajęcia 8 miejsca w III lidze musiał ją opuścić ze względu na reorganizację. Lata 80. to balans pomiędzy III ligą a klasą okręgową. Lata 90. to dobry okres dla AZS-u, wtedy nieprzerwanie występował w III lidze. W 1993 r. klub zajął trzecią lokatę w tych rozgrywkach. Zespół mógł istnieć dzięki wsparciu takich firm jak: Rolimpex i Just Amico.

### Historia Podlasia Biała Podlaska
W 1950 r. powstał zespół Unia, który w 1953 r. awansował do lubelskiej klasy A. W Połowie lat 50. Unię przemianowano na Spójnię, by w 1957 połączyć z Krzną w wyniku czego powstał RKS Podlasie (przemianowany potem z RKS na MZKS) grający swego czasu w klasie A. 9 marca 1974 roku zlikwidowano klub Podlasie (razem z AZS-em i Krzną kluby stworzyły zespół o nazwie RAKS, przemianowany później na AZS). Jednak 12 marca 1984 roku reaktywowano klub. Już w 1986 roku MZKS świętował awans do III ligi, jednak pobyt w niej trwał tylko sezon. Powrót do tych rozgrywek zespół wywalczył w sezonie 1994/1995.

### AZS Podlasie Biała Podlaska[a]
W sezonie 1995/96 w III lidze występowały oba bialskie kluby: AZS i Podlasie. W połowie rozgrywek podjęto decyzję o połączeniu nich. Podlasie wycofało się z rozgrywek III ligi, a zawodnicy zostali wypożyczeni do końca sezonu do AZS. W lipcu 1996 podpisano umowę, na mocy której nastąpiło połączenie sekcji piłki nożnej klubu AZS AWF z Podlasiem, tworząc zespół o nazwie AZS-Podlasie Biała Podlaska. W sezonie 1997/98 nowy klub zajął 2. miejsce w tabeli za Orlętami Łuków, minimalnie przegrywając walkę o prawo gry w barażach o II ligę. Od 1999 występował w IV lidze, a trzy lata później spadł do klasy okręgowej. W sezonie 2002/2003 wrócił na czwarty poziom rozgrywkowy.

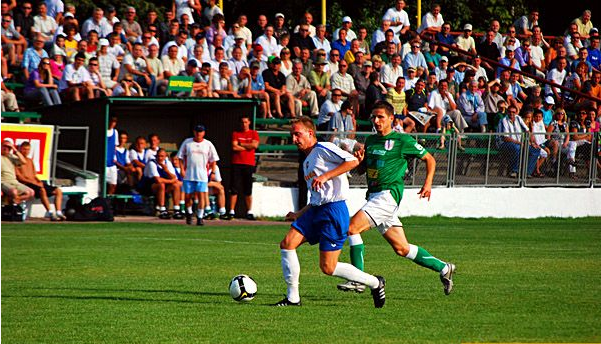
Podlasie Biała Podlaska-Stal Mielec 2009r.

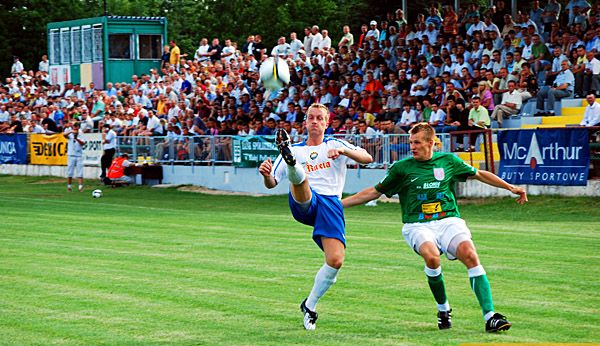
Podlasie Biała Podlaska-Stal Mielec 2009r.

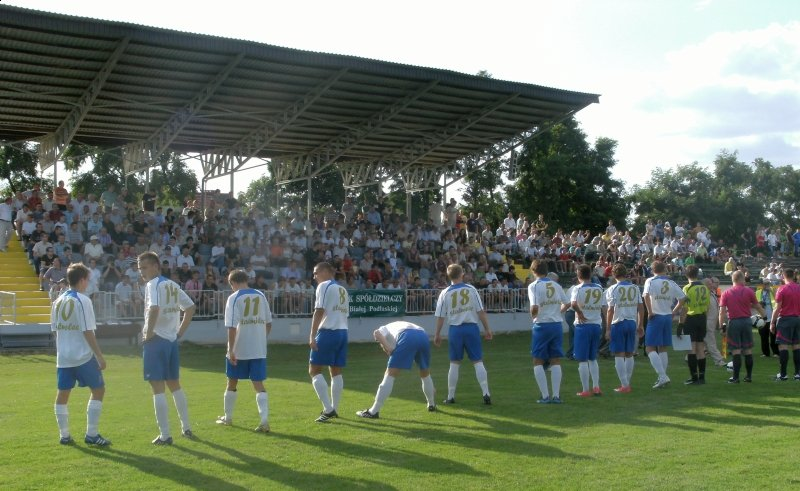
Podlasie Biała Podlaska-Stal Mielec 2009r.

### Podlasie Biała Podlaska[b]
Do sezonu 2003/2004 klub przystępuje pod nową nazwą – MKS Podlasie. Jego głównym sponsorem został Urząd Miasta w Białej Podlaskiej. Po reorganizacji rozgrywek w sezonie 2008/2009 klub występował w nowej IV lidze. Podlasie zwyciężyło w niej bez porażki. W latach 2009–2015 zespół występował w lubelsko-podkarpackiej grupie III ligi, a w sezonie 2013/2014 zwyciężył Puchar Polski w województwie lubelskim. W rundzie przedwstępnej pucharu na szczeblu centralnym w sezonie 2014/2015 klub przegrał po rzutach karnych spotkanie z Górnikiem Wałbrzych. W tym samym sezonie spadł do IV ligi, jednak w następnym powrócił na czwarty szczebel rozgrywkowy, na którym obecnie występuje. Na początku 2022 roku nastąpiło połączenie MKS Podlasie z AP TOP-54 Biała Podlaska. Od tej pory drużyny juniorskie i młodzieżowe AP TOP-54 występują pod nazwą MKS Podlasie Biała Podlaska.

## Skład na sezon 2023/2024
Stan na 17 września 2023
| Nr | Poz. | Piłkarz             |
| -- | ---- | ------------------- |
| 12 | BR   | Rafał Misztal       |
| 96 | BR   | Rostysław Dehtiar   |
|    | BR   | Michał Nos          |
| 4  | OB   | Jan Kozłowski       |
| 5  | OB   | Krzysztof Salak     |
| 8  | OB   | Arkadiusz Kot       |
| 14 | OB   | Patryk Kapuściński  |
| 15 | OB   | Dmytro Awdiejew     |
| 32 | OB   | Dawid Nojszewski    |
| 3  | PO   | Marcin Pigiel       |
| 6  | PO   | Maciej Orzechowski  |
| 7  | PO   | Mateusz Wyjadłowski |
| 10 | PO   | Kacper Jakóbczyk    |

| Nr | Poz. | Piłkarz                     |
| -- | ---- | --------------------------- |
| 11 | PO   | Miłosz Pacek                |
| 13 | PO   | Szymon Kamiński             |
| 19 | PO   | Maciej Kurowski             |
| 20 | PO   | Ołeh Fiłonow                |
| 21 | PO   | Mateusz Majbański           |
| 23 | PO   | Mateusz Podstolak (kapitan) |
| 77 | PO   | Tomasz Andrzejuk            |
|    | PO   | Jakub Kobyliński            |
|    | PO   | Adrian Wnuk                 |
|    | PO   | Dominik Sikora              |
| 17 | NA   | Jarosław Kosieradzki        |
| 30 | NA   | Damian Lepiarz              |
|    | NA   | Karol Domański              |

## Podlasie II Biała Podlaska
Oprócz pierwszej drużyny Podlasie posiada zespół rezerw. Druga drużyna w sezonie 2010/2011 zwyciężyła Puchar Polski w okręgu bialskim i województwie lubelskim, dzięki czemu awansowała do centralnych rozgrywek w sezonie 2011/2012. W rundzie przedwstępnej przegrała spotkanie z Sokołem Sokółka 2:3. W sezonach 2011/2012 i 2012/2013 występowała w grupie lubelskiej IV ligi. Przed sezonem 2013/2014 została rozwiązana. W sezonie 2021/2022 zespół rezerw został reaktywowany i przystąpił do Pucharu Polski w okręgu bialskim, w którym zwyciężył. W półfinale rozgrywek na szczeblu wojewódzkim przegrał 2:5 z Chełmianką Chełm.